# Alvinópolis
Alvinópolis là một đô thị thuộc bang Minas Gerais, Brasil. Đô thị này có diện tích 599,343 km², dân số năm 2007 là 15251 người, mật độ 26,3 người/km².